# Чередніченко Михайло Петрович
Чередніченко Михайло Петрович (31 березня 1956, м. Іваново РРФСР) — лікар-уролог. Заслужений лікар України (2003).

## Життєпис
Закінчив Одеський медичний інститут за спеціальністю «Лікувальна справа» (1979). Трудову діяльність розпочав у 1979 році лікарем-інтерном урологічного відділення Черкаської обласної лікарні. 1980—1983 — лікар-уролог Катеринопільської ЦРЛ, з 1983 — лікар-уролог Черкаської міської поліклініки № 2. З 1985 — лікар-уролог урологічного відділення Черкаської обласної лікарні.
Успішно проводить хірургічне лікування травм органів сечової системи по методиці антирефлюксної пересадки сечоводу у сечовий міхур, розробленій в урологічному відділенні Черкаської обласної лікарні.